# Kaakkurilammi (Hietaniemi socken, Norrbotten)
Kaakkurilammi är en sjö i Övertorneå kommun i Norrbotten och ingår i Keräsjokis huvudavrinningsområde.